# موكة خضراء الجسم
موكة خضراء الجسم (الاسم العلمي:Moca chlorosoma) هي نوع من الحشرات تتبع جنس الموكة من فصيلة الإيميات.